# Aleksandr Jakovlev (författare)
Aleksandr Stepanovitj Jakovlev (ryska: Александр Степанович Яковлев), född 5 december (gamla stilen: 23 november) 1886 i Volsk, död 11 april 1953 i Moskva, var en rysk författare.
Jakovlev uppträdde först som terrorist under den ryska revolutionen 1905. Han blev senare journalist, men ägnade sig från 1920 uteslutande åt skönlitteraturen. Jakovlev skildrade i sina verk med skarp iakttagelseförmåga och stor människokärlek de lägre samhällsskikten i Ryssland. På svenska har utgetts Klockan fyra på natten (1929).